# Sockl and Nathan

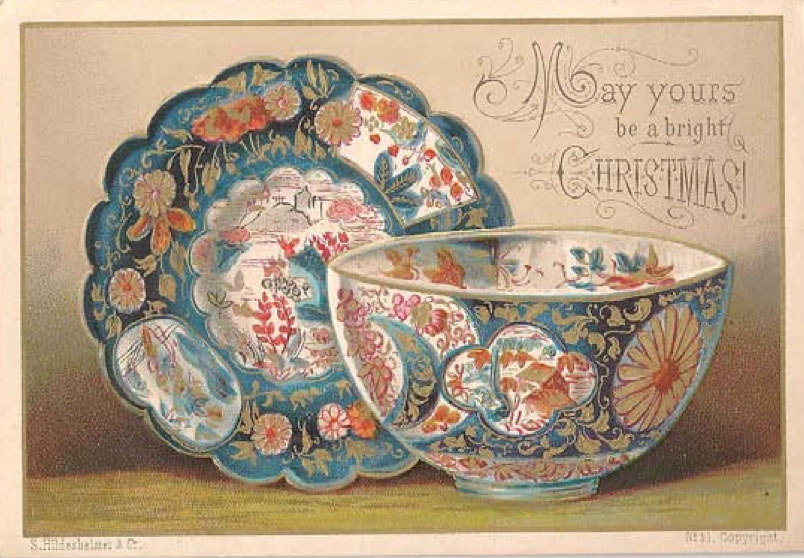
O carte poştală ilustrată de Crăciun Sockl & Nathan (1895)

Sockl and Nathan a fost o firmă britanică din secolul 19 specializată în producerea de cărți poștale ilustrate și in publicarea de cărți pentru copii. A fost creată și condusă de către Victor Sockl and Saul Nathan.

## Istoric
Firma a fost un parteneriat între Victor Franz Thedor Sockl, un fiu al pictorilor Theodor Sockl and Clara Adelheid Sockl, născută Soterius von Sachsenheim, și Saul Nathan. Victor Sockl, fratele său Carl Sockl și familia lui Carl au emigrat din Imperiul Austriac în Marea Britanie în a doua jumătate a secolului 19, cel mai probabil pentru a evita încorporarea în armată și a scăpa de tulburările din Europa Centrală de după Revoluția din 1848/1849. Carl Sockl a fost contabilul firmei.
Firma s-a specializat în reproducerea de picturi. Cărțile poștale erau tipărite de mână la Leipzig, Germania, o metodă de producție care a precedat producerea cărților poștale la scară industrială. Afacerea, cu sediul în 4 Hamsell Street, City of London, a avut mult succes pentru o vreme și a obținut un Royal Warrant. De multe ori cărțile poștale nu indicau numele firmei, erau doar marcate simplu cu "copyright" deoarece se temeau de persecuții ca urmare a faptului că Nathan e un nume evreiesc. Firma a funcționat și ca editură, sub același nume, publicând cărți ilustrate cu poezii pentru copii.
După ce un incendiu la o proprietate adiacentă i-a distrus mult din stoc, compania a început să lupte ca sa supraviețuiască. În cele din urmă, a căzut în declin, în principal ca urmare a concurenței noii industrii a cărților poștale produse prin tipărire pe bandă rulantă. Partenerii au dizolvat firma în februarie 1897.
O colecție de aproximativ 200 de cărți poștale a rămas în proprietatea familiei Sockl. Pe la sfârșitul deceniului 1980 șapte cărți poștale au fost reproduse de către Societatea Medici pe o perioadă de câțiva ani. În anii 1990, în jur de 100 au fost vândute unui negustor de obiecte de artă, acesta expunându-le ulterior în galeria sa din Wimbledon, Londra. Celelalte 100 au fost donate Societății Ephemera. Aproximativ 53 de cărți poștale pot fi găsite în colecția de cărți poștale a Laurei Seddon, catalogate in cartea sa A Gallery Of Greetings (1992). Colecția se află acum la Universitatea Metropolitană Manchester, parte a colecției Ephemera, în Biblioteca Sir Kenneth Green, în Campusul All Saints.

## Recepție
În special în deceniul 1880, revistele și ziarele din acele timpuri scriau și comentau despre cărțile poștale Sockl and Nathan. Printre noile concepte de cărți poștale lansate de către această companie și remarcate de presă se află și cărțile poștale cu autografe.

## Galerie

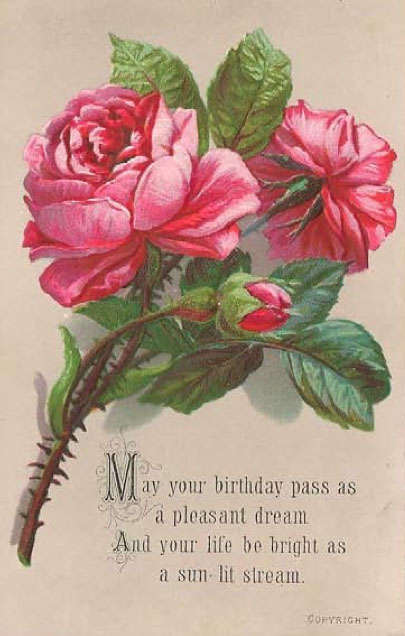
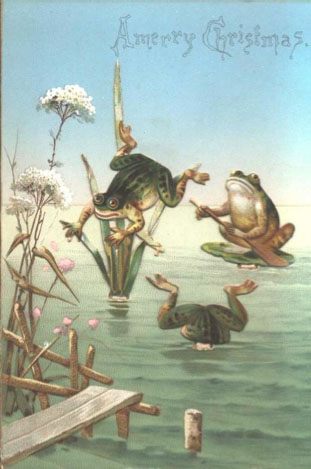
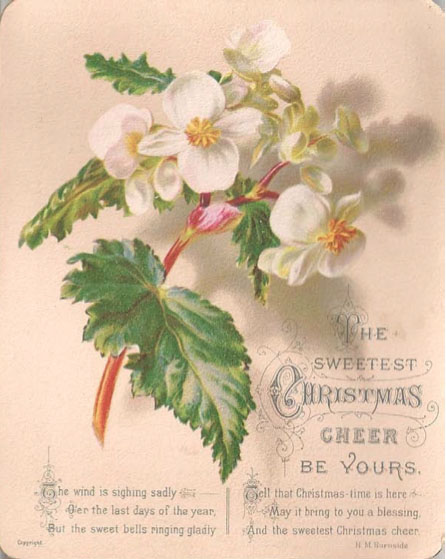
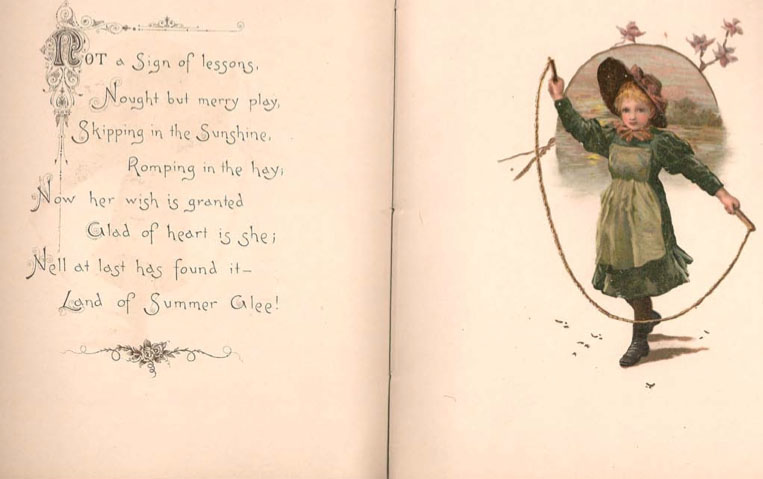